# アスパラギンtRNAリガーゼ
アスパラギンtRNAリガーゼ(Asparagine—tRNA ligase、EC 6.1.1.22)は、以下の化学反応を触媒する酵素である。
ATP + L-アスパラギン + RNA{\displaystyle \rightleftharpoons }AMP + 二リン酸 + L-アスパラギニルtRNAAsn
従って、この酵素は、ATPとL-アスパラギンとRNAの3つの基質、AMPと二リン酸とL-アスパラギニルtRNAAsnの3つの生成物を持つ。
この酵素はリガーゼに分類され、特にアミノアシルtRNAと関連化合物に炭素-酸素結合を形成する。系統名はL-アスパラギン:tRNAAsnリガーゼ(AMP生成)(L-Asparagine:tRNAAsn ligase (AMP-forming))である。アスパラギニルtRNAシンターゼ、アスパラギントランスラーゼ等とも呼ばれる。この酵素は、アラニンとアスパラギン酸の代謝及びアミノアシルtRNAの生合成に関与している。

## 構造
2007年末時点で、3個の構造が解かれている。蛋白質構造データバンクのコードは、である。